# Are you Happy?/A gonna
《Are you Happy?/A gonna》(아 유 해피?/에이 가나)는 2018년 6월 13일 발매된 모닝구무스메'18의 예순다섯 번째 싱글이다.

## 개요
- 오가타 하루나의 마지막 참가 싱글
- 초회한정반 A, B, SP, 통상반 A, B의 5 형태로 발매.
- 초회한정반 A, B, SP에는 DVD가 같이 수록되고 있다.
- 모든 초회한정반에는 이벤트 추첨 일련 번호 카드가 봉입되고 있다.

## 수록곡

### CD
1. Are you Happy?
작사, 작곡 : 층쿠 / 편곡 : 히라타 쇼이치로
2. A gonna
작사, 작곡 : 층쿠 / 편곡 : 오쿠보 카오루
3. Are you Happy? (Instrumental)
4. A gonna (Instrumental)

### DVD
초회한정반 A
1. Are you Happy? (Music Video)

초회한정반 B
1. A gonna (Music Video)

초회한정반 SP
1. Are you Happy? (Dance Shot ver.)
2. A gonna (Dance Shot ver.)
3. Are you Happy? (MV 촬영 메이킹 영상)

## 차트
- 일간 최고 순위 1위 (오리콘 차트)
- 주간 최고 순위 1위 (오리콘 차트)